# The Glass Hours
The Glass Hours ist ein Jazzalbum von Linda May Han Oh. Die 2022 entstandenen Aufnahmen erschienen 2023 auf Biophilia Records.

## Hintergrund
Linda May Han Oh nahm das Album The Glass Hour mit der Sängerin Sara Serpa, dem Tenorsaxophonisten Mark Turner, dem Pianisten Fabian Almazan und dem Schlagzeuger Obed Calvaire auf. Seit ihrem letzten Album unter eigenem Namen Aventurine (2019) hatte die Bassistin in der Zwischenzeit bei Alben unter der Leitung von Pat Metheny, Jim Snidero, Walter Smith III (In Common 2), Matthew Smith, Dave Douglas, Vijay Iyer (Uneasy), Jo Lawry (Acrobats) und Terri Lyne Carrington mitgewirkt.
In einem Interview äußerte sie: „Was meine Entwicklung angeht, habe ich das Gefühl, dass ich mit The Glass Hours mehr Risiken eingegangen bin und einige der Gesangstexturen hinzugefügt habe – und auch Texte hinzugefügt habe, was ich nicht allzu oft mache – Elemente, über die ich währenddessen wirklich viel nachgedacht habe. […] Und ich wollte absichtlich, dass ein Quintett größer und voller klingt als sonst. Obwohl es einige sehr offene Teile gibt, ist es so orchestriert, dass ich – insbesondere im Bass – mehr als eine Rolle gleichzeitig spiele und mehr als eine Funktion ausübe.“
Oh hatte für das Album Ringe nachdenkliche Liedtexte geschrieben, die einen Standpunkt zum Ausdruck bringen sollen, der nicht nur von der globalen COVID-19-Pandemie, sondern auch von ihrer Erfahrung als frischgebackene Mutter geprägt ist. Linda Oh und Fabian Almazan sind Partner sowohl in der Ehe als auch in der Musik; sie haben einen gemeinsamen Sohn. „Antiquity“ stellt die Selbstgefälligkeit der Nostalgie in Frage, „ein Kanal, der sich nicht ändern wird“, und fragt sich laut, ob es unser Schicksal ist, das Vergangene endlos zu wiederholen. „Jus Ad Bellum“ beklagt direkter die Verwüstungen des Krieges als menschlichen Tribut. Die hier ausgedrückte Wut verstärkt sich, während die Musik von einem belasteten, aber fließenden Rubato zu einer pochenden, polyrhythmischen Kadenz wechselt, notierte Nate Chinen. „Chimera“ wiederum mit seiner traurigen Moll-Tonart und seinen schlüpfrigen Puls erinnere an einige der Stücke, die Oh oft im Trio mit dem Pianisten Vijay Iyer und dem Schlagzeuger Tyshawn Sorey aufführt. Das gehetzte, aber hoffnungsvolle „Hatchling“ (dt. etwa „Jungtier“) folgt auf „Respite“ und „The Other Side“, die jeweils Ideen vom Tod und vom Leben nach dem Tod thematisieren.

## Titelliste
- Linda May Han Oh: The Glass Hours (Biophilia Records)[3]

1. Circles 6:49
2. Antiquity 6:42
3. Chimera 5:33
4. Jus Ad Bellum 8:29
5. The Glass Hours 6:37
6. The Imperative 9:15
7. Phosphorus 7:23
8. Respite 3:44
9. The Other Side 9:24
10. Hatchling 5:08

Die Kompositionen stammen von Linda May Han Oh.

## Rezeption
Bei ihrem Debütalbum Entry von 2009 habe die Bassistin und Komponistin Linda May Han Oh den „Eindruck eines flinken Vehikels mit einem starken Motor“ vermittelt, das zum Manövrieren gebaut ist. Wenn man dieses Album jetzt noch einmal betrachte, erkenne man bereits Elemente dessen, was Oh zu einem Merkmal und vielleicht zu einem [musikalischen] Universum entwickeln würde, schrieb Nate Chinen (WBGO). Diese seien selbst im Hinblick auf den größeren Umfang ihrer kompositorischen Ambitionen bei The Glass Hours, einem kraftvollen und zum Nachdenken anregenden Werk für Quintett, intakt. Das Album präsentiere einen Wirbel aus komplizierten Designs, die alle mit stetiger Gelassenheit von Musikern umgesetzt werden, die Ohs hohen Standard an Gewandtheit erfüllten.
Ein hohes Maß an Emotionalität sei in der Musik sofort spürbar, meint Morgan Enos (London Jazz News). Auf ihrem mitreißenden Album „The Glass Hours“ würden [der Ausdruck von] Isolation, Verlust und Widerstandsfähigkeit jeden Ton durchdringen, den sie spielt – und auch jede Melodie, Harmonie und jeden Rhythmus, den sie orchestriert.